# Nate Robertson
Nathan Daniel Robertson dit Nate Robertson, né le 3 septembre 1977 à Wichita (Kansas), est un joueur américain de baseball évoluant en Ligue majeure de baseball de 2002 à 2010. Ce lanceur gaucher signe en 2012 avec les Blue Jays de Toronto.

## Carrière
Étudiant à l'université d'État de Wichita , Nate Robertson est drafté en juin 1999 par les Marlins de la Floride au cinquième tour de sélection. Il passe près de quatre saisons en Ligues mineures avant de débuter en Ligue majeure le 7 septembre 2002.
Il est transféré chez les Tigers de Détroit le 11 janvier 2003 à l'occasion d'un échange impliquant plusieurs joueurs. Lanceur partant titulaire de 2004 à 2008, il est relégué au poste de lanceur de relève à partir du 22 août 2008. Jim Leyland explique ce choix en pointant les problèmes de Robertson avec sa balle glissante.
Le 30 mars 2010, les Tigers échangent Robertson à sa première équipe, les Marlins, en retour du lanceur gaucher des ligues mineures Jay Voss.
Libéré par les Marlins le 21 juillet 2010, il signe le 2 août un contrat des ligues mineures avec les Cardinals de Saint-Louis. Le vétéran de 32 ans est immédiatement assigné aux Redbirds de Memphis, le club-école de l'équipe. Il ne joue aucun match pour Saint-Louis et est libéré le 2 août.
Le 24 août 2010, il signe avec les Phillies de Philadelphie, pour qui il effectue deux sorties en relève avant d'être à nouveau libéré, le 10 septembre. 
Le 20 janvier 2011, Robertson accepte une offre des Mariners de Seattle. Il passe l'année en ligues mineures. Durant la saison 2012, il est mis sous contrat par les Blue Jays de Toronto.

## Statistiques
| Saison | Équipe       | G   | GS  | CG | SHO | V  | D  | SV | IP     | SO  | ERA   |
| ------ | ------------ | --- | --- | -- | --- | -- | -- | -- | ------ | --- | ----- |
| 2002   | Floride      | 6   | 1   | 0  | 0   | 0  | 1  | 0  | 8.1    | 3   | 11,88 |
| 2003   | Détroit      | 8   | 8   | 0  | 0   | 1  | 2  | 0  | 44.2   | 33  | 5,44  |
| 2004   | Détroit      | 34  | 32  | 1  | 0   | 12 | 10 | 1  | 196.2  | 155 | 4,90  |
| 2005   | Détroit      | 32  | 32  | 2  | 0   | 7  | 16 | 0  | 196.2  | 122 | 4,48  |
| 2006   | Détroit      | 32  | 32  | 1  | 0   | 13 | 13 | 0  | 208.2  | 137 | 3,84  |
| 2007   | Détroit      | 30  | 30  | 0  | 0   | 9  | 13 | 0  | 177.2  | 119 | 4,76  |
| 2008   | Détroit      | 32  | 28  | 0  | 0   | 7  | 11 | 0  | 168.2  | 108 | 6,35  |
| 2009   | Détroit      | 28  | 6   | 0  | 0   | 2  | 3  | 0  | 49.2   | 35  | 5,44  |
| 2010   | Floride      | 19  | 18  | 0  | 0   | 6  | 8  | 0  | 100.1  | 61  | 5,47  |
| 2010   | Philadelphie | 2   | 0   | 0  | 0   | 0  | 0  | 0  | 1.0    | 2   | 54,00 |
| Totaux | Totaux       | 223 | 187 | 4  | 0   | 57 | 77 | 1  | 1152.1 | 775 | 5,01  |

| Saison | Équipe  | G | GS | CG | SHO | V | D | SV | IP   | SO | ERA  |
| ------ | ------- | - | -- | -- | --- | - | - | -- | ---- | -- | ---- |
| 2006   | Détroit | 3 | 3  | 0  | 0   | 1 | 2 | 0  | 15.2 | 8  | 5,17 |
| Totaux | Totaux  | 3 | 3  | 0  | 0   | 1 | 2 | 0  | 15.2 | 8  | 5,17 |

Note : G = Matches joués ; GS = Matches comme lanceur partant ; CG = Matches complets ; SHO = Blanchissages ; 
V = Victoires ; D = Défaites ; SV = Sauvetages ; IP = Manches lancées ; SO = Retraits sur des prises ; ERA = Moyenne de points mérités.